# Луговая (Новосибирская область)
Луговая — исчезнувшая деревня в Болотнинском районе Новосибирской области. На момент упразднения входила в состав Карасёвского сельсовета. Исключена из учётных данных в 1973 году.

## География
Располагалась на обском острове Симан, левом берегу ручья Агафониха, в 4 км к северо-западу от деревни Кругликово.

## История
В 1926 году состояла из 31 хозяйства. В административном отношении входила в состав Кругликовского сельсовета Болотнинского района Томского округа Сибирского края.
В 1953 году Кругликовский сельсовет был объединён с Алексеевским сельсоветом; с 1956 года в составе Карасёвского сельсовета. Решением Новосибирского облисполкома от 18.07.1973 г. № 443 деревня исключена из учётных данных.

## Население
По переписи 1926 г. в деревне проживало 194 человека (97 мужчин и 97 женщин), основное население — русские.